# Супян, Борис Давидович
Борис Давидович Супян (Супрян) (1904—1967) — советский военный деятель, генерал-майор танковых войск (08.09.1945).

## Биография
Родился 10 июля 1904 года в местечке Богушевское Сенненского уезда Могилевской губернии, ныне посёлок Богушевск Витебской области Республики Беларусь) в семье ремесленника.
В 1917 году окончил неполную среднюю школу. С 1920 года работал станочником на заводе в Петрограде, одновременно учился в вечернем институте. В 1926 году поступил на службу в РККА и в 1928 году стал членом ВКП(б). В 1932 году окончил Ленинградский педагогический институт (ныне Российский государственный педагогический университет имени А. И. Герцена).
Обучался на Московских химических КУКС в 1932 и 1934 годах. В 1935—1938 годах командовал химическими подразделениями, был начальником химической службы танкового батальона и танковой бригады. На декабрь 1940 года — начальник штаба 35-й танковой бригады.
Участник Великой Отечественной войны: в начале войны — начальник оперативного отделения штаба 43-й танковой дивизии, на сентябрь 1941 года — заместитель начальника штаба 43-й танковой дивизии; в феврале 1942 года — начальник штаба 10-й танковой бригады; в 1942—1943 годах — командир 10-й танковой бригады; в 1943—1945 годах — командующий бронетанковых и механизированных войск 53-й армии.
С 31 марта 1946 года Б. Д. Супян — слушатель Академических курсов усовершенствования офицерского состава при Академии БТиМВ им. Сталина. С 27 января 1947 года — начальник бронетанковых войск воздушно-десантных войск Вооруженных сил СССР. С 9 февраля 1949 года — командующий БТиМВ воздушно-десантной армии ВС СССР. С августа 1950 года — заместитель командира 16-го гвардейского армейского корпуса 11-й гвардейской армии (Прибалтийский военный округ). С января 1954 года — помощник командующего по БТТ 26-го гвардейского стрелкового корпуса.
С 28 июня 1956 года Борис Давидович работал начальником военной кафедры Казанского ветеринарного института (ныне Казанская государственная академия ветеринарной медицины).
В августе 1959 года был уволен в отставку, проживал в Казани, где и умер 18 ноября 1967 года. Похоронен на Арском кладбище города.

## Награды
- Был награждён орденом Ленина (30.12.1956), четырьмя орденами Красного Знамени (07.12.1941, 27.08.1943, 17.05.1944, 19.11.1951), двумя орденами Кутузова II степени (13.09.1944, 31.08.1945) и двумя орденами Красной Звезды (13.02.1942, 05.11.1946), а также многими медалями, среди которых «За боевые заслуги» (03.11.1944), «За оборону Сталинграда» (22.12.1942), «За взятие Будапешта», «За победу над Германией в Великой Отечественной войне 1941—1945 гг.» (09.05.1945), «За победу над Японией»[2].